# Justified (album)
Justified là album phòng thu đầu tay của ca sĩ kiêm nhạc sĩ người Mỹ Justin Timberlake. Album được phát hành vào ngày 5 tháng 11 năm 2002 bởi hãng Jive Records. Album được phát hành trong thời gian tạm dừng hoạt động của nhóm 'N Sync, Justified được phát hành với mong muốn đưa ra một hình ảnh trưởng thành hơn so với của một "Timberlake trong 'N Sync". Album còn có sự góp giọng bởi Timbaland, Janet Jackson, Clipse, và Bubba Sparxxx. Bài hát cuối, "Never Again", song ca với Brian McKnight sử dụng gần như tất cả các nhạc cụ.
Album đã giúp Timberlake giành hai giải Grammy vào năm 2004, và được đề cử cho Album của năm. Album cũng giành giải Album quốc tế hay nhất tại Brit Awards năm 2004. Tính đến nay, album đã bán được hơn 10 triệu bản trên toàn thế giới.

## Danh sách bài hát
| STT              | Nhan đề                                                              | Sáng tác                                                            | Sản xuất                 | Thời lượng |
| ---------------- | -------------------------------------------------------------------- | ------------------------------------------------------------------- | ------------------------ | ---------- |
| 1.               | "Señorita" (song ca với Pharrell Williams)                           | Justin Timberlake, Chad Hugo, Pharrell Williams                     | Williams and Hugo        | 4:55       |
| 2.               | "Like I Love You" (song ca với Clipse)                               | Timberlake, Hugo, Williams                                          | Williams and Hugo        | 4:44       |
| 3.               | "(Oh No) What You Got" (song ca với Timbaland)                       | Timberlake, Tim Mosley                                              | Timbaland                | 4:31       |
| 4.               | "Take It from Here"                                                  | Timberlake, Hugo, Williams                                          | Williams and Hugo        | 6:14       |
| 5.               | "Cry Me a River" (song ca với Timbaland)                             | Timberlake, Mosley, Scott Storch                                    | Timbaland & Scott Storch | 4:48       |
| 6.               | "Rock Your Body" (song ca với Vanessa Marquez)                       | Timberlake, Hugo, Williams                                          | Williams and Hugo        | 4:27       |
| 7.               | "Nothin' Else"                                                       | Timberlake, Hugo, Williams                                          | Williams and Hugo        | 4:59       |
| 8.               | "Last Night"                                                         | Timberlake, Hugo, Williams                                          | Williams and Hugo        | 4:47       |
| 9.               | "Still on My Brain"                                                  | Timberlake, Harvey Mason, Jr., Damon Thomas                         | The Underdogs            | 4:36       |
| 10.              | "(And She Said) Take Me Now" (song ca với Janet Jackson & Timbaland) | Timberlake, Mosley, Storch                                          | Timbaland, Scott Storch  | 5:31       |
| 11.              | "Right for Me" (song ca với Bubba Sparxxx & Timbaland)               | Timberlake, Mosley                                                  | Timbaland                | 4:30       |
| 12.              | "Let's Take a Ride"                                                  | Timberlake, Hugo, Williams                                          | Williams and Hugo        | 4:44       |
| 13.              | "Never Again"                                                        | Timberlake, Brian McKnight                                          | McKnight                 | 4:35       |
| 14.              | "Worthy Of" (Hidden Track)                                           | Timberlake, Ivan Barias, Carvin Haggins, Valvin Roane, Frank Romano | Carvin & Ivan            | 4:09       |
| Tổng thời lượng: | Tổng thời lượng:                                                     | Tổng thời lượng:                                                    | Tổng thời lượng:         | 63:15      |

| Bonus Track tại Nhật Bản | Bonus Track tại Nhật Bản | Bonus Track tại Nhật Bản                                     | Bonus Track tại Nhật Bản | Bonus Track tại Nhật Bản |
| STT                      | Nhan đề                  | Sáng tác                                                     | Sàn xuất                 | Thời lượng               |
| ------------------------ | ------------------------ | ------------------------------------------------------------ | ------------------------ | ------------------------ |
| 15.                      | "Why, When, How"         | Anthony Dixon, James Brion, Anthony Nance, Justin Timberlake | Anthony Dixon            | 4:01                     |

| Bonus phiên bản sang trọng | Bonus phiên bản sang trọng                                   | Bonus phiên bản sang trọng | Bonus phiên bản sang trọng | Bonus phiên bản sang trọng |
| STT                        | Nhan đề                                                      | Sáng tác                   | Sản xuất                   | Thời lượng                 |
| -------------------------- | ------------------------------------------------------------ | -------------------------- | -------------------------- | -------------------------- |
| 1.                         | "I'm Lovin' It"                                              | Timberlake, Hugo, Williams | The Neptunes               | 3:40                       |
| 2.                         | "Like I Love You" (Basement Jaxx Vocal Mix)                  |                            |                            | 7:44                       |
| 3.                         | "Cry Me a River" (Dirty Vegas Vocal Mix)                     |                            |                            | 6:13                       |
| 4.                         | "Rock Your Body" (Sander Kleinenberg's Just In The Club Mix) |                            |                            | 9:12                       |
| 5.                         | "Señorita" (Num Club Mix)                                    |                            |                            | 6:04                       |
| 6.                         | "I'm Lovin It" (Extended Mix)                                |                            |                            | 4:04                       |

| Đánh giá chuyên môn  | Đánh giá chuyên môn |
| Nguồn đánh giá       | Nguồn đánh giá      |
| Nguồn                | Đánh giá            |
| -------------------- | ------------------- |
| Allmusic             | [ 3 ]               |
| Robert Christgau     | (A-)                |
| Entertainment Weekly | (B)                 |
| The Guardian         | [ 6 ]               |
| NME                  | (6/10)              |
| Rolling Stone        | [ 8 ]               |
| Slant Magazine       | [ 9 ]               |
| Sputnikmusic         | [ 10 ]              |
| Stylus Magazine      | (B+)                |
| The Village Voice    | (favorable)         |

## Xếp hạng
| Bảng xếp hạng                  | Vị trí cao nhất | Chứng nhận  | Lượng tiêu thụ |
| ------------------------------ | --------------- | ----------- | -------------- |
| Australian ARIA Albums Chart   | 9               | 3× Bạch kim | 210,000        |
| Austrian Albums Chart          | 33              | Vàng        | 15,000         |
| Belgian Walloon Albums Chart   | 8               | Vàng        | 25,000         |
| Belgian Flemish Albums Chart   | 10              | Vàng        | 25,000         |
| Canadian Albums Chart          | 3               | 2× Bạch kim | 200,000        |
| Danish Albums Chart            | 4               | Bạch kim    | 30,000         |
| Dutch Albums Chart             | 4               | 2× Bạch kim | 160,000        |
| European Top 100 Albums        | —               | Bạch kim    | 1 triệu        |
| Finnish Albums Chart           | 7               |             |                |
| French Albums Chart            | 30              | Vàng        | 210,500        |
| German Albums Chart            | 11              | Bạch kim    | 300,000        |
| Hungarian Albums Chart         | 36              |             |                |
| Italian Albums Chart           | 47              |             |                |
| New Zealand RIANZ Albums Chart | 5               | Bạch kim    | 15,000         |
| Norwegian Albums Chart         | 9               |             |                |
| Swedish Albums Chart           | 21              | Vàng        | 20,000         |
| Swiss Albums Chart             | 22              | Bạch kim    | 40,000         |
| UK Albums Chart                | 1               | 5× Bạch kim | 1.8 triệu      |
| U.S. Billboard 200             | 2               | 3× Bạch kim | 3.5 triệu      |
| U.S. Top R&B/Hip-Hop Albums    | 2               | 3× Bạch kim | 3.5 triệu      |